# Cathédrale de Viseu
La cathédrale sainte Marie de Viseu (en portugais : Catedral de Viseu ou Sé de Viseu) est une cathédrale catholique située à Viseu, au Portugal.

## Galerie photographique

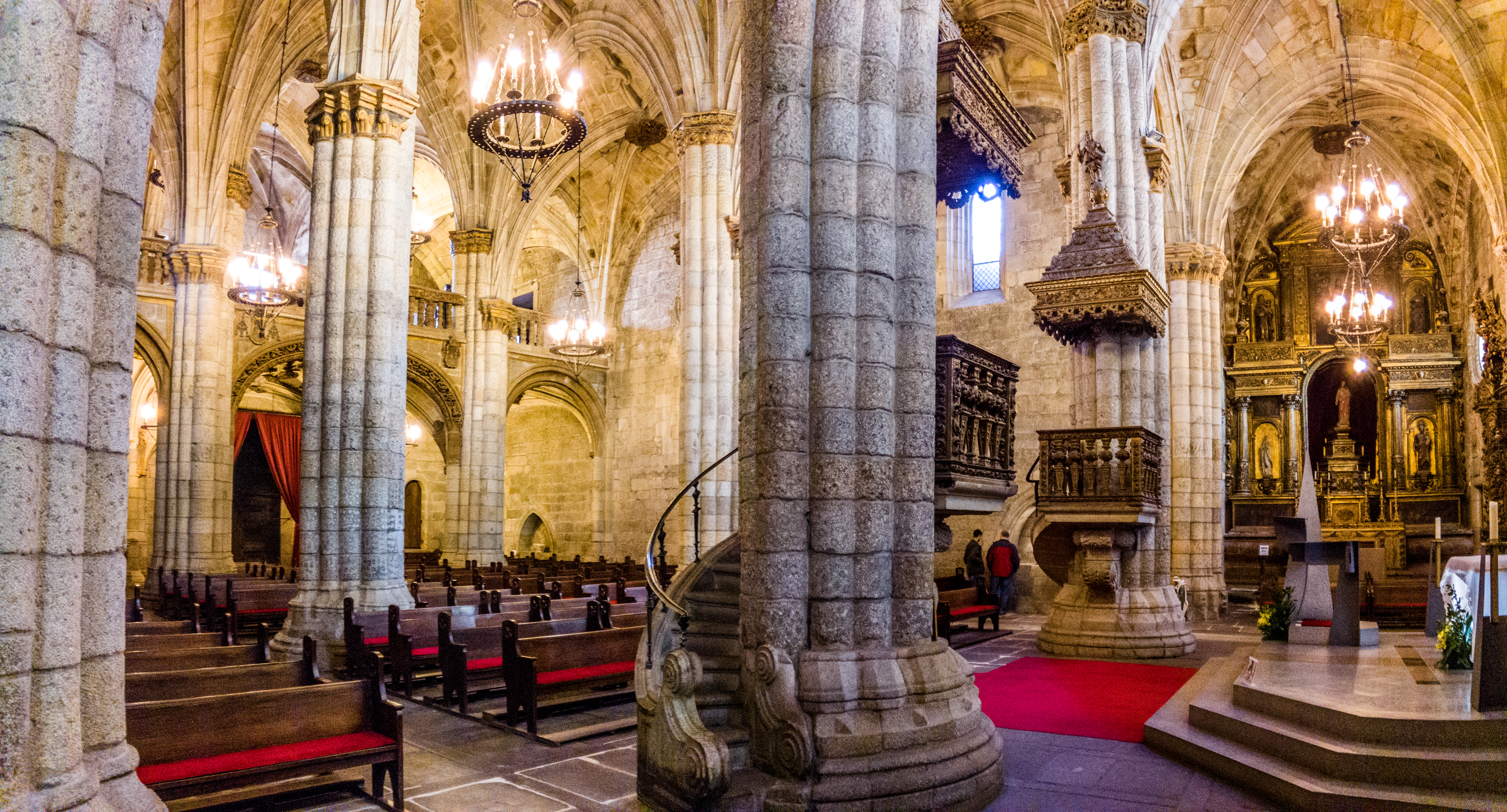
L’intérieur de la cathédrale